# Topo Llano Grande
El Topo Llano Grande, también conocido simplemente como Llano Grande, (10°22′40″N 67°16′38″O / 10.3778, -67.2772) es una formación de montaña ubicada al noreste de La Victoria y al sur de la Colonia Tovar, Venezuela. A 1870 m s. n. m. el Topo Llano Grande está entre las montañas más elevadas del municipio Ribas en el Estado Aragua. El Topo Llano Grande está ubicado en una región conocida como "llano grande" entre la ciudad de El Consejo y la Colonia Tovar.